# 梅明格贝格
梅明格贝格（意为“梅明根的山”）是德国巴伐利亚州的一个市镇。总面积6.09平方公里，总人口2625人，其中男性1273人，女性1352人（2011年12月31日），人口密度431人/平方公里。